# Timothy James Knab
Timothy James Knab Herbes (* 21. Februar 1949) ist ein US-amerikanischer Anthropologe. 

## Leben

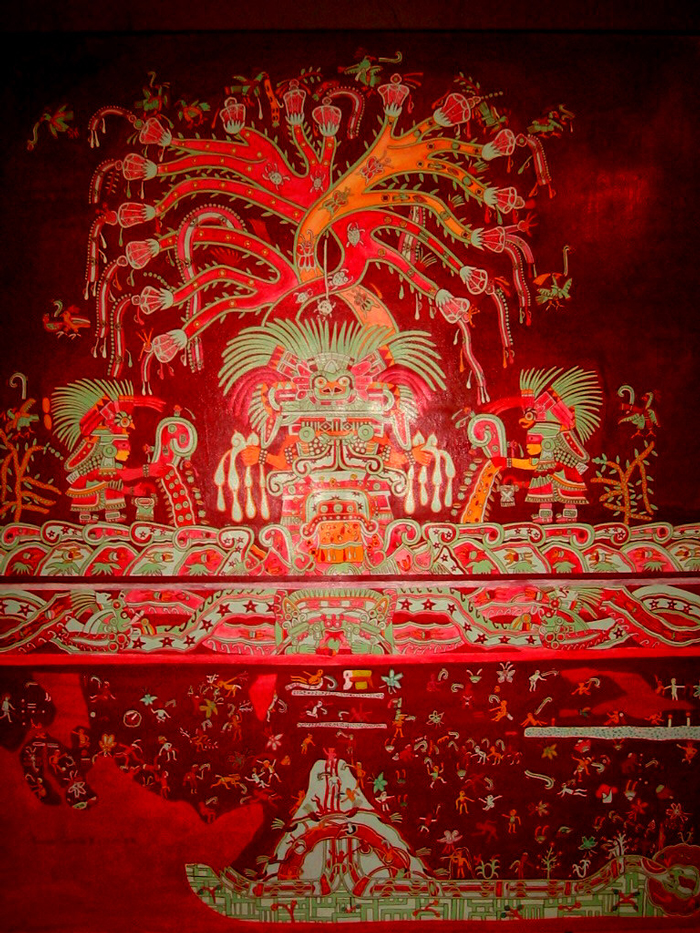
Tlalocan, Wandmalerei in Teotihuacan

Dr. Timothy James Knab ist Professor für Anthropologie an der Universidad de las Américas. Sein Forschungsschwerpunkt liegt auf mesoamerikanischer Linguistik; Ethnologie und Ethnographie sowie Mythen und Religion der Mexica. Hierbei hat er sich in langjährigen Feldstudien insbesondere mit Tlalocan und anderen mexikanischen mythischen Arealen und den noch heute damit im Zusammenhang stehenden religiösen Praktiken der Nahua befasst.

## Werke
- Sierra Nahuat narrative discourse in everyday life, 1983 Dissertation, State University of New York at Albany
- A Scattering of Jades: Stories, Poems, and Prayers of the Aztecs, 1994 (online bei Books Google)
- A War of Witches: A Journey Into the Underworld of the Contemporary Aztecs, 1995 
  - Der Krieg der Hexen, 2001
- Der Weg der Curanderos: Eine Reise in die Geisterwelt Mexikos, 1997
- Mad Jesus: The Final Testament of a Huichol Messiah from Northwest Mexico, 2004 (online bei Books Google)
- The Dialogue of Earth and Sky: Dreams, Souls, Curing, and the Modern Aztec Underworld, 2004